# Kalničko prigorje
Kalničko prigorje je dio Prigorja koji se prostire na južnim padinama Kalnika. Često se još naziva i Potkalničko prigorje ili Križevačko prigorje jer obuhvaća veći dio bivše općine Križevci. Također obuhvaća i općinu Visoko i dijelove općine Breznički Hum i grada Novog Marofa. Križevci su najveće središte i jedini grad ovog dijela Prigorja, dok su manja općinska središta Gornja Rijeka, Kalnik, Sveti Ivan Žabno i Sveti Petar Orehovec.
Kalničko prigorje na zapadu kod mjesta Paka graniči sa Zagorjem, na jugozapadu kod Radoišća sa Zelinskim prigorjem, a na sjeveroistoku kod prijevoja Lepavina s Bilogorom.